# 1311 Knopfia
1311 Knopfia eller 1933 FF1 är en asteroid i huvudbältet, som upptäcktes 24 mars 1933 av den tyske astronomen Karl Wilhelm Reinmuth i Heidelberg. Den har fått sitt namn efter O. Knopf.
Asteroiden har en diameter på ungefär 9 kilometer.